# دبیر اول حزب کمونیست تاجیکستان
دبیر اول حزب کمونیست تاجیکستان از سال ۱۹۲۴ تا نوامبر ۱۹۹۰ رئیس حزب کمونیست تاجیکستان و بالاترین قدرت اجرایی در جمهوری تاجیکستان بود.
در ساختار سیاسی شوروی دبیر اول حزب کمونیست در هر منطقه به عنوان رئیس دولت محسوب می‌شد و وظیفه این دبیر اول غیر از موارد مربوط به اداره حزب کمونیست در کشور تحت اداره اش، اجرای سیاست‌های اعلامی از سوی مسکو و حزب مادر، هماهنگی بین حزب در داخل کشور و نهادهای دولتی محلی بود. رئیس حزب مسئول نظارت بر برنامه‌های توسعه اقتصادی، صنعتی و کشاورزی، و همچنین هدایت و تنظیم سیاست‌های محلی فرهنگی و آموزشی با توجه به شورای عالی و شورای رهبری شورای عالی و پلیتبوروی کمیته مرکزی حزب کمونیست اتحاد شوروی را انجام دهند. در عین حال، دبیر اول نقش کلیدی در تحمیل ایدئولوژی کمونیسم و حفظ کنترل سیاسی در میان نخبگان محلی و جامعه داشت.
مطالعات کیریل نورژانوف و کریستین بلوئر در کتاب تاجیکستان: تاریخ سیاسی و اجتماعی اطلاعات گسترده‌ای دربارهٔ نقش این مقام ارائه می‌دهند، از جمله نحوه توازن میان سیاست‌های توسعه‌ای و کنترل استبدادی. در حقیقت دبیر اول حزب کمونیست در تمامی موارد فرد مورد انتخاب پلیتبورو برای اداره کشور بود.

## تاریخچه
پس از تشکیل اتحاد جماهیر شوروی در سال ۱۹۲۲، در هر جمهوری از اتحاد جماهیر شوروی سمت دبیر اول حزب کمونیست برای رهبری احزاب کمونیست در این جمهوری‌ها تشکیل شد.
جمهوری سوسیالیستی خودمختار تاجیکستان شوروی در سال ۱۹۲۴ به عنوان بخشی از ازبکستان تشکیل شد و اولین دبیر موقت حزب کمونیست تاجیکستان در همان سال منصوب شد. در سال ۱۹۲۹ جمهوری سوسیالیستی خودمختار تاجیکستان شوروی تبدیل به جمهوری شوروی سوسیالیستی تاجیکستان شده و به‌صورت رسمی سمت دبیر اول حزب کمونیست تاجیکستان ایجاد شد.
این سمت در طول دهه‌های ۱۹۲۰ و ۱۹۳۰ به دلیل ترس استالین از نگه داشتن رهبران در قدرت برای مدت طولانی بارها دست به دست شد. تعدادی از رهبران سابق حزب کمونیست تاجیکستان در پاکسازی بزرگ دهه ۱۹۳۰ جان خود را از دست دادند. رهبران تاجیکستان معمولاً تاجیک تبار بودند اما در این مورد استثناهایی مانند میرزا داوود حسینوف، دیمیتری پروتوپوپوف و گریگوری برویدو
پس از پایان جنگ جهانی دوم تمامی دبیران اول منصوب شده از منطقه خجند یا لنین آباد بود. برخی بر این امر هستند که این انحصار بر قدرت یک عامل کلیدی در شعله‌ور شدن ناآرامی‌هایی بود که پس از استقلال تاجیکستان در سال ۱۹۹۱ رخ داد و منجر به جنگ داخلی تاجیکستان شد.
طولانی‌ترین دبیر اولی مربوط به جبار رسولف بود که در سال ۱۹۶۱ به قدرت رسید و در سال ۱۹۸۲ در سمت خود درگذشت. جانشین او رحمان نبیف بود که در سال ۱۹۸۵ در یک رسوایی فساد برکنار شد. پس از او قهار محکموف به عنوان دبیر اول حزب کمونیست انتخاب شد. این سمت دبیر اول در نوامبر ۱۹۹۱ با سمت اجرایی تازه ایجاد شده رئیس‌جمهور جمهوری سوسیالیستی شوروی تاجیکستان در هم آمیخته شد. محکاموف آخرین دبیر اول حزب کمونیست تاجیکستان بود که به عنوان رئیس دولت تاجیکستان نیز خدمت کرد و در ۳۱ اوت ۱۹۹۱ پس از حمایت از کودتای اوت در مسکو از سمت خود استعفا داد. یکی از مشهورترین دبیران اول غفورف بود، دانشمند مشهوری که آثار متعددی در مورد تاریخ تاجیکستان نوشت. او تنها دبیر اولی بود که خارج از منطقه خود و حتی به عنوان یک شخصیت علمی بین المللی در امور فرهنگی و دانشگاهی شهرت یافت.
بیشتر رهبران حزب کمونیست تاجیکستان از منطقه لنین آباد (سغد) بودند و با تاجیکان جنوبی در نزاع قرار داشتند.

## فهرست رهبران حزب کمونیست تاجیکستان
- چینور اموموف (۱۹۲۴–۱۹۲۷) سرپرست سمت دبیر اول
- مؤمن خوجایف (۱۹۲۷–۱۹۲۸) سرپرست سمت دبیر اول
- علی شروانی (۱۹۲۸–۱۹۲۹) سرپرست سمت دبیر اول
- شیرین‌شاه شاه‌تیمور (۱۹۲۹–۱۹۳۰); سرپرست سمت دبیر اول
- میرزا داوود حسینوف (۱۹۳۰–۱۹۳۳) دبیر اول.
- گریگوری برویدو (۱۹۳۳–۱۹۳۴) دبیر اول
- سورن شادونتس (۱۹۳۴–۱۹۳۶) دبیر اول
- ارونبای عاشورف (۱۹۳۶–۱۹۳۷) دبیر اول
- دیمیتری پروتوپوپوف (۱۹۳۷–۱۹۴۶) دبیر اول[۴]
- باباجان غفورف (۱۹۴۶–۱۹۵۶) دبیر اول
- تورسون اولجابایف (۱۹۵۶–۱۹۶۱) دبیر اول
- جبار رسولف (۱۹۶۱–۱۹۸۲) دبیر اول
- رحمان نبی‌اف (۱۹۸۲–۱۹۸۵) دبیر اول، بعداً رئیس‌جمهور تاجیکستان (۱۹۹۱–۱۹۹۲).[۵]
- قهار محکموف (۱۹۸۵ – ۳۱ اوت ۱۹۹۱) دبیر اول و بعداً رئیس‌جمهور تاجیکستان (نوامبر ۱۹۹۰–۳۱ اوت ۱۹۹۱).[۶][۷]